# Дроньяк, Оскар

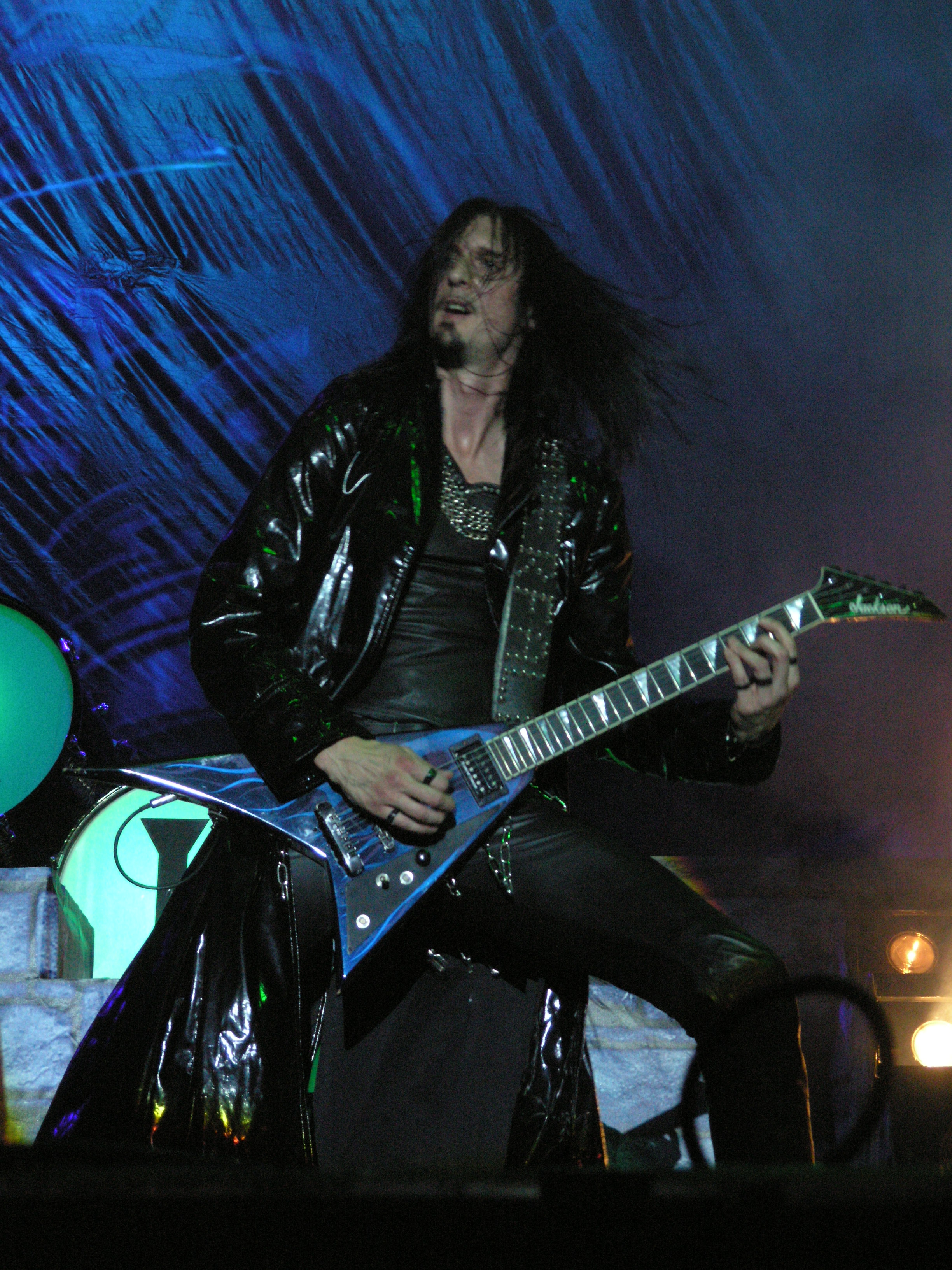

Оскар Фредерик Дроньяк (швед. Oscar Fredrick Dronjak; родился 20 января 1972 в Мёльндале, Гётеборг, Швеция) — шведский рок-музыкант сербского происхождения. Гитарист и основатель пауэр-метал-группы HammerFall. До HammerFall он также играл и записывал альбомы с дэт-метал-группами Ceremonial Oath и Crystal Age.
Брат Оскара, Даниэль (швед. Daniel Dronjak), занимается политикой, являясь членом Умеренной коалиционной партии и мэром шведской коммуны Худдинге.

## Биография
Дроньяк родился в шведском городе Мёльндаль у отца-серба и матери-шведки. Его первым инструментом была блокфлейта, затем в течение нескольких лет он играл на тромбоне, пока в возрасте четырнадцати лет он не перешёл на гитару. Вскоре после этого он создал свою первую группу, называемую Hippie Killers. В 1989 году он вступил в дэт-метал-группу под названием Desecrator, которая впоследствии была переименована в Ceremonial Oath, но прежде, чем они выпустили свой первый альбом, Оскар покинул группу, организовав HammerFall. Сначала основным приоритетом Оскара была группа Crystal Age. Таким образом, Hammerfall был вначале лишь сайд-проект, где Дроньяк и несколько его друзей репетировали несколько песен, которые он написал. Одной из них была "Steel Meets Steel". Но вскоре они записали свой первый альбом под названием Glory to the Brave.
Оскар использует гитары Jackson, в первую очередь Jackson Rhandy Rhoads. В 2011 году он подписал контракт с ESP Guitars.